# Walter Hävernick
Walter Hävernick (* 23. Januar 1905 in Hamburg; † 23. Januar 1983 ebenda) war ein deutscher Numismatiker und Volkskundler. Er war von 1946 bis 1973 Direktor des Museums für Hamburgische Geschichte.

## Leben und Wirken
Nach dem Studium (1924–1929) an den Universitäten Frankfurt am Main, München und Hamburg wurde er 1929 in Hamburg bei Friedrich Keutgen mit der Arbeit Der Kölner Pfennig im 12. und 13. Jahrhundert promoviert, die erstmals großflächig Urkunden mit Währungsbenennungen zusammen mit Münzschatzfunden auswertete. Es folgte ein vierjähriges Volontariat am Museum für Hamburgische Geschichte. Seit 1935 war er Kustos des Herzoglichen Münzkabinetts in Gotha, wo er sich der Erfassung und Verzeichnung der Münzschatzfunde des Mittelalters aus Thüringen zuwandte. 
Hävernick war bereits 1933 Mitglied im Nationalsozialistischen Lehrerbund. Nach Aufhebung der Mitgliedersperre trat er zum 1. Mai 1937 der NSDAP bei (Mitgliedsnummer 4.960.655). Zur Wehrmacht wurde er wegen gesundheitlicher Probleme zu Kriegsbeginn nicht eingezogen.
1937 wurde Hävernick bei Otto Lauffer, dem Direktor des Museums für Hamburgische Geschichte und gleichzeitigem Ordinarius für Deutsche Altertums- und Volkskunde in Hamburg, für „Deutsche Altertums- und Volkskunde“ habilitiert. Ab 1943 hatte er nach einem erneuten Habilitationsverfahren die Venia legendi für „Numismatik und Geldgeschichte des Mittelalters und der Neuzeit“ an der Universität Jena inne und lehrte dort als Dozent.
1945 kehrte Hävernick nach Hamburg zurück, wurde umhabilitiert und nahm zum Wintersemester 1945/46 an der Universität Hamburg seine Tätigkeit als Privatdozent für Numismatik auf. 1946 zunächst kommissarisch mit der Leitung des Museums für Hamburgische Geschichte betraut, wurde er zum 1. April 1947 Nachfolger Lauffers sowohl als Museumsdirektor als auch als Professor für Volkskunde, 1973 wurde er emeritiert. Gleichzeitig begründete er die „Hamburger Beiträge zur Numismatik“, die über mehrere Jahrzehnte die führende deutsche wissenschaftliche Zeitschrift für Numismatik wurde. Auch wenn eigene numismatisch-wissenschaftliche Publikationen aus Zeitgründen seltener wurden, hatte Hävernick doch wesentlichen Einfluss durch Wissenschaftsorganisation. Im Rahmen seiner Lehrtätigkeit begründete er die sogenannte Hamburger Schule, an der bis in die 1950er mehrere Promotionsverfahren von Bedeutung stattfanden, die meist im Rahmen der 1951 neu begründeten „Numismatischen Studien“ publiziert wurden. Nach der Gründung der Bundesrepublik schuf er 1950 zusammen mit Hans Gebhart (München) und mit Unterstützung der Ständigen Konferenz der Kultusminister die Numismatische Kommission der Länder in der Bundesrepublik Deutschland, deren Aufgabe in der Koordination der Tätigkeit der auf verschiedene Bundesländer verteilten Münzkabinette lag. Bis 1974 war Hävernick ihr Erster Vorsitzender. Die Numismatische Kommission hat mit dem Walter-Hävernick-Preis einen dotierten Nachwuchsförderpreis zu seinen Ehren benannt, der erstmals 2012 verliehen wurde. Die Preisträger erhalten auch eine Medaille, die 2015 vom Hallenser Medailleur Carsten Theumer geschaffen wurde.

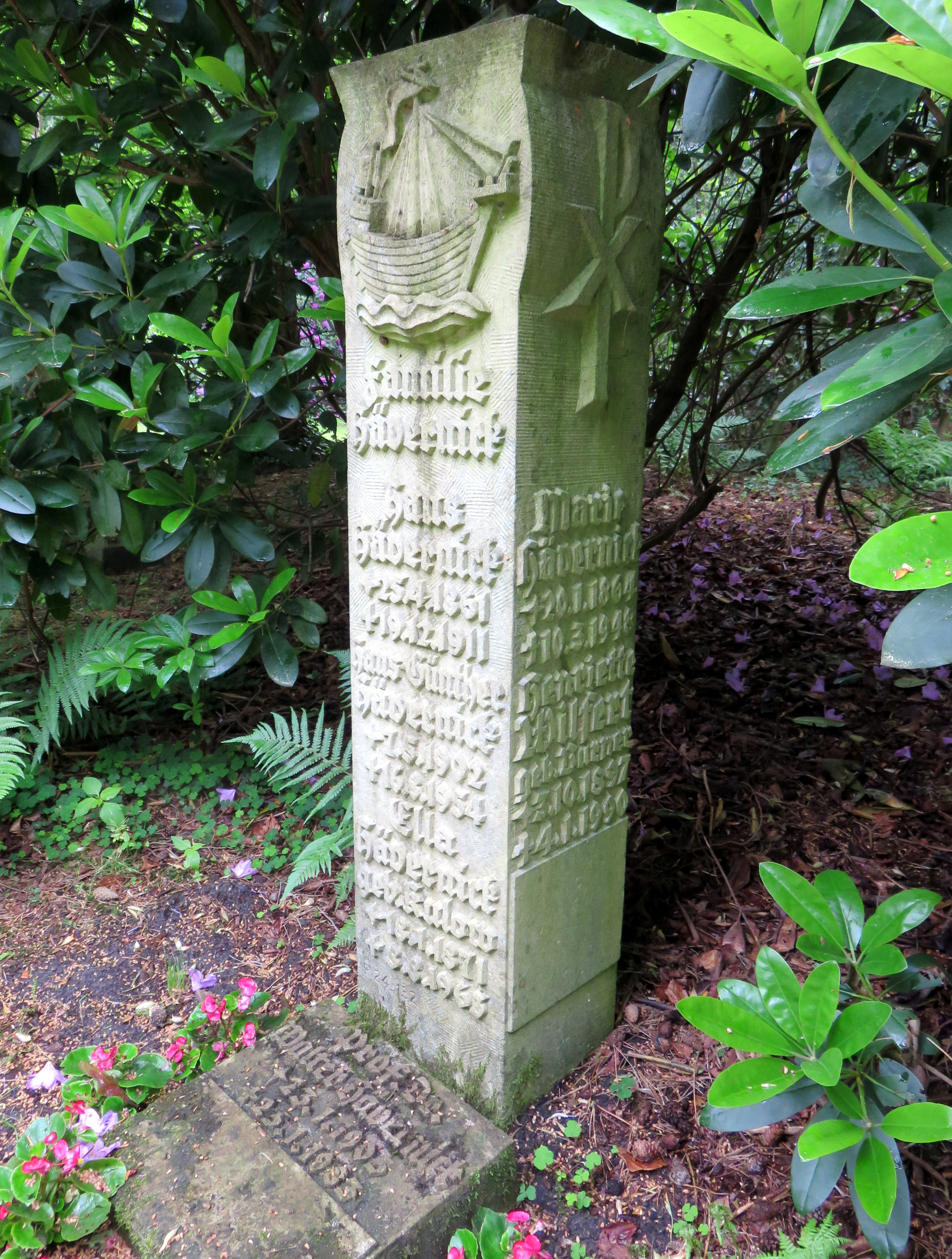
Kissenstein Walter Hävernicks auf dem Friedhof Ohlsdorf

Auch die Kontakte zum westlichen Ausland, die in der Zeit des Nationalsozialismus vollständig weggebrochen waren, wurden von ihm neu aufgebaut; von 1953 bis 1973 gehörte Hävernick dem Vorstand der Internationalen Numismatischen Kommission an. Vorbildlich wurde die von ihm eingeleitete Kooperation mit Schweden zur Erfassung deutscher wikingerzeitlicher Münzen aus schwedischen Funden.
In den 1960ern und 1970ern zog sich Hävernick aus dem numismatischen Geschehen etwas zurück und wandte sich verstärkt der Volkskunde, besonders Forschungen zur Gegenwart, zu. Sein Buch Schläge als Strafe wurde vielfach als Befürwortung erzieherischen Missbrauchs empfunden und in pädagogischen, psychologischen und juristischen Zeitschriften hart kritisiert.
Hävernick starb 1983 an seinem Geburtstag in Hamburg. Er wurde in der Familiengrabstätte Hävernick auf dem Friedhof Ohlsdorf nördlich des Wasserturms in der Grablage R24-132 beigesetzt.
Ihm zu Ehren wurde 1984 das von der Hamburger Schiffswerft August Pahl erbaute Feuerlöschboot Feuerwehr IV in Walter Hävernick umbenannt. Das Boot steht unter Denkmalschutz und liegt im Museumshafen Övelgönne.

## Schriften (Auswahl)
Ein Schriftenverzeichnis ist erschienen in: Beiträge zur deutschen Volks- und Altertumskunde 19 (1980), S. 187–214.
- Der Kölner Pfennig im 12. und 13. Jahrhundert. Periode der territorialen Pfennigmünze (= Vierteljahrschrift für Sozial- und Wirtschaftsgeschichte. Beihefte. 18). Kohlhammer, Stuttgart 1930 (zugleich: Hamburg, Universität, Dissertation, 1929). Nachdruck: Olms, Hildesheim u. a. 1984, ISBN 3-487-07434-6.
- Münzverrufungen in Westdeutschland im 12. und 13. Jahrhundert. In: Vierteljahrschrift für Sozial- und Wirtschaftsgeschichte. Bd. 24, Nr. 2, 1931, S. 129–141, JSTOR:20726353.
- Walter Hävernick: Das Münzwesen der Stauferzeit in der Landschaft zwischen Rhein, Main und Lahn. In: Mitteilungen des Oberhessischen Geschichtsvereins 32 (1934), S. 36–48.
- Die Münzen von Köln. Die königlichen und erzbischöflichen Prägungen der Münzstätte Köln, sowie die Prägungen der Münzstätten des Erzstifts Köln. Vom Beginn der Prägung bis 1304 (= Die Münzen und Medaillen von Köln. Bd. 1, ZDB-ID 1046990-4). Neubner, Köln 1935.
- Das ältere Münzwesen der Wetterau bis zum Ausgang des 13. Jahrhunderts (= Das hessische Münzwesen. Bd. 1 = Veröffentlichung der Historischen Kommission für Hessen und Waldeck 18, 1, ISSN 0342-2291). Elwert, Marburg 1936. Kommentierte Neuauflage mit biographischem Vorwort von Niklot Klüßendorf. 2., durchgesehene und ergänzte Auflage. Historische Kommission für Hessen, Marburg 2014, ISBN 978-3-942225-24-3.
- „Schläge“ als Strafe. Ein Bestandteil der heutigen Familiensitte in volkskundlicher Sicht (= Volkskundliche Studien. Bd. 2, ZDB-ID 503244-1). Museum für Hamburgische Geschichte, Hamburg 1964, 4. Auflage ebenda 1970.
- Numismatik – Aufgabe und Erlebnis 1920–1973. Ein persönlicher Abschlußbericht. Hamburger Museumsverein, Hamburg 1975 (autobiographischer Essay).